# Scalphunter (DC Comics)
Scalphunter, il cui vero nome è Brian Savage, è un personaggio dei fumetti creato da Michael L. Fleischer (testi) e Dick Ayers (matite), pubblicato dalla casa editrice statunitense DC Comics. La sua prima apparizione è sulla serie di genere Western Comics dal titolo Weird Western Tales. Le sue avventure sono ambientate nel Vecchio west nella seconda metà dell'Ottocento.

## Biografia del Personaggio

### Origini
Tra il 1840 e il 1850 è un bambino che vive con i genitori di origine europea in un ranch tipico della frontiera americana di quel periodo. La sua famiglia viene attaccata da un gruppo di indiani Kiowa che feriscono il padre di Brian e rapiscono il giovane che viene poi cresciuto secondo le usanze tipiche di quella tribù. La sua vita da adolescente è molto difficile e inizialmente non viene completamente accettato dagli indiani, che gli danno il soprannome Ke-Woh-No-Tai / Colui-Che-è-Meno-Di-Un-Uomo. Alla fine Brian assorbe la sua nuova identità di guerriero nativo-americano e grazie a ciò che ha imparato nel combattimento si dedica alla difesa dei deboli nel mondo selvaggio del Far West.

### Gli anni da Scalphunter
Fino circa al 1880 Brian si veste con un abbigliamento che ricorda quello dei guerrieri Kiowa. In questo periodo combatte sia a fianco degli indiani ma anche per i coloni americani che sono disposti ad un'integrazione pacifica con i nativi. Agisce spesso in coppia con l'eroe western Bat Lash. La più grande impresa compiuta dai due è quella di sventare un attentato al presidente Abramo Lincoln. Con il passare degli anni il suo stile di vita torna affine a quello dei gruppi etnici occidentali. Durante gli ultimi anni da Scalphunter agisce in coppia con Jonah Hex e lavora come guardia del corpo a pagamento. In questo modo si avvicina al sistema giuridico federale e ad un'età di circa cinquant'anni decide che è ora di stabilirsi. Sceglie la città di Opal City dove la sua capacità ed esperienza lo portano ad assumere la carica di sceriffo.

### Sceriffo di Opal City
Nel 1884 Brian Savage prende dimora fissa nella città di Opal, la stessa che un giorno diverrà la sede del primo Starman, alias Ted Knight. Qui ha modo di mettere le sue capacità al servizio della legge. Il suo attaccamento al dovere e alla stessa città lo portano a diventare intimo amico di Shade. I due spesso collaborano nel risolvere i casi, anche se Shade è spesso mosso da interessi personali e pura curiosità piuttosto che da un reale senso di giustizia. L'ultimo caso che li vede impegnati è quello contro un gruppo massonico dedito a pratiche occulte. Il suo nome è Tuesday Club, formato dai personaggi più influenti e ricchi di Opal. Spesso i membri di questa setta si fanno favori reciproci ed eliminano chiunque si intrometta nei loro affari. Nel momento in cui arrivano ad uccidere barbaramente tre uomini che si rifiutavano di vendere le loro proprietà per costruirci un Grande Hotel, Brian si infuria ed elimina quasi tutti i componenti del Tuesday Club. Sembra prevalere la giustizia ma un loro simpatizzante uccide Scalphunter sparandogli alla schiena. Viene vendicato da Carny O'Dare che gli succede come sceriffo. Come scritto da Shade nei suoi diari, siamo nel mese di dicembre del 1899. Poco prima di morire Brian ha delle visioni in cui si vede reincarnato come tutore dell'ordine e poi di nuovo in un lontanissimo futuro. Difatti la sua anima si reincarnerà prima in Matt O'Dare nel XX secolo e poi in Thom Kallor nel XXX, quando diviene membro della Legione dei Supereroi come Star Boy. Da adulto Thom Kallor tornerà indietro nel tempo ad Opal City agli inizi del XXI secolo per divenire Starman VIII. Le sue ultime parole rivelano a Shade l'esistenza di un figlio dal nome Steve Savage, che in futuro è destinato a divenire un asso dell'aviazione militare durante la prima guerra mondiale con il nome di Balloon Buster.

## Storia editoriale

### Periodo pre-Crisis (1977-1985)
Con tale denominazione si indica quel periodo della DC Comics che intercorre tra la fine della Silver Age del fumetto americano (1969-1971) e la pubblicazione della miniserie Crisi sulle Terre infinite (1985-1986) con la quale la casa editrice ha ristrutturato il suo assetto editoriale e la continuity dei suoi personaggi.
Il debutto del personaggio avviene sulla serie Weird Western Comics sotto la supervisione dell'editore Joe Orlando. La data di copertina è marzo-aprile 1977. Il personaggio ha un discreto successo e viene pubblicato ininterrottamente dal n. 39 al n. 70 (agosto 1980). Successivamente appare su Jonah Hex n. 40-41-45-46-47 (1980-1981).
La sua ultima storia di questo periodo è un arco narrativo in due parti su Justice League of America n. 198-199 (gennaio-febbraio 1982).

#### Annotazioni cronologiche
Nei fumetti di questo periodo Brian Savage viene sempre presentato come Scalphunter. La carica di sceriffo di Opal viene da lui assunta in una fase più avanzata della sua vita (circa dopo i cinquant'anni) e ci viene presentata nei fumetti del periodo post-Crisis. Da notare che la miniserie Crisi sulle Terre infinite non altera la cronologia delle storie di questo personaggio: tutte le vicende narrate su di lui (origini comprese) non vengono mai negate né riscritte. Si tratta quindi di uno dei pochi personaggi della DC Comics a non essere riscritto o rivisto o cancellato dopo il 1986.
In punto di morte, Brian Savage rivela a Shade di avere un figlio dal nome Steve. Questo personaggio, il cui nome completo è Steve Savage, diventerà l'asso dell'aviazione militare conosciuto come Balloon Buster e combatterà nella prima guerra mondiale. L'unico albo pubblicato dalla DC Comics su questo personaggio è All-American Men of War n. 112 (novembre-dicembre 1965). La particolarità consiste nel fatto che la sua apparizione editoriale precede di 12 anni la creazione di Scalphunter. Lo scrittore James Dale Robinson ha creato un collegamento cronologico tra i due personaggi (padre-figlio) che non poteva esistere al momento della creazione di Balloon Buster.